# Йошихико Нода
Йошихико Нода е японски политик, министър-председател на Япония между 2 септември 2011 и 26 декември 2012 г. и председател на Демократическата партия на Япония (ДП).

## Биография

### Ранен живот и образование
Йошихико Нода е роден на 20 май 1957 година в град Фунабаши, префектура Чиба, Япония. Израства в бедно семейство. Завършва университета Васеда в Токио, където учи в „Училището по политически науки и икономика“. По-късно продължава обучението си в Института по управление и бизнес „Мацушита“. Йошихико Нода е женен за Хитоми Нода, с която има двама сина.

### Политическа кариера
През 1993 година е избран за първи път като народен представител в Парламента на Япония. По това време е член на несъществуващата днес „Японска нова партия“. През 1996 година губи мястото си в Камарата на представителите.
През юни 2010 година Нода е избран за министър на финансите в кабинета на министър-председателя Наото Кан. Остава на този пост до избора му за министър-председател, приемайки официално тази длъжност на 2 септември 2011 година. Нода получава възможността да стане премиер на Япония, след като предшественика му Наото Кан подава оставка, заради критиките относно справянето му с аварията в японската АЕЦ Фукушима I. В края на август 2011 година се провеждат избори за поста председател на „Демократическата партия на Япония“, в които основни конкуренти са Йошихико Нода и Банри Кайеда. Нода е победител в гласуването и това гарантира избора му за следващ премиер на Япония. След официалното му встъпване в длъжност, Нода се превръща в шестия министър-председател на Япония за последните пет години.